# مركز زكوطة (زكوطة)
مركز زكوطة هي إحدى مشيخات المملكة المغربية، تتبع جغرافيا لإقليم سيدي قاسم وإداريًا لزكوطة. يقدر عدد سكانها بـ 2469 نسمة حسب الإحصاء الرسمي للسكان والسكنى لسنة 2004.